# China Merchants Tower
La China Merchants Tower est un gratte-ciel de 211 mètres construit en 2013 à Shenzhen en Chine.